# Enda Stevens
Enda John Stevens (Dublin, 9 juli 1990) is een Iers betaald voetballer die doorgaans als linksachter speelt. Hij staat sinds mei 2017 onder contract bij Sheffield United. Stevens debuteerde in 2018 in het Iers voetbalelftal.

## Carrière
In mei 2019 promoveerde Stevens met Sheffield United naar de Premier League. Met de club eindigde hij namelijk als tweede in het Championship, de Engelse tweede voetbaldivisie. Voordien verdedigde de linksachter twee seizoenen de kleuren van Engels vierdeklasser Portsmouth, van 2015 tot 2017.
In eigen land zette Stevens zijn eerste voetbalstappen bij UCD, de universiteitsclub van de Ierse hoofdstad Dublin, in 2006. Vanaf 2009 zette hij zijn carrière voort bij St. Patrick's Athletic, waarna hij voor eersteklasser Shamrock Rovers tekende en daar onmisbaar werd. Zijn carrière in Engeland begon in 2012, toen hij voor Aston Villa tekende. De club uit Birmingham stalde hem achtereenvolgens bij Notts County, Doncaster Rovers, Northampton Town en opnieuw Doncaster Rovers. Stevens kwam amper zeven keer in actie voor The Villans, die destijds meer dan 20 jaar onafgebroken in de Premier League speelden. "Ik vocht er voor mijn carrière die er na verloop van tijd volledig in het slop was geraakt", aldus Stevens over zijn ontgoochelende periode bij Aston Villa. Stevens gaf later wel aan dat zijn moeilijke periode bij Aston Villa deels zijn eigen schuld was en sprak vervolgens profetische woorden: "Ik wil ooit een tweede kans grijpen als die zich voordoet", waarna hij voor vierdeklasser Portsmouth tekende.
In het seizoen 2015/2016 beleefde Stevens een sterke jaargang met Portsmouth, waar hij een vaste waarde was. Toen hij arriveerde was Portsmouth een vierdeklasser uitkomend in de League Two, maar de club promoveerde aan het einde van het seizoen 2016/2017 naar de League One. Het was meteen Stevens' laatste huzarenstukje bij Portsmouth, want de offensieve linkervleugelverdediger verhuisde naar tweedeklasser Sheffield United. In mei 2019 steeg Stevens, na twee seizoenen in het Championship, met de club naar de Premier League onder trainer Chris Wilder. Stevens miste dat seizoen slechts één competitiewedstrijd wegens een gele schorsing.
Stevens was een basisspeler en bleef dat ook in de Premier League, waar de club bestaande uit slechts drie spelers van het Europese vasteland een seizoensstart boven alle verwachtingen liet optekenen. In december 2019 stond de club zesde na vier maanden, gedeeld met Manchester United. Stevens miste tot dan toe geen wedstrijd.